# Чуюк
Чуюк (на английски: Chuuk) е островна група от Каролинските острови и щат на Микронезия.
Той е и най-населеният от четирите щата – отпреди 2000 г.